# 趙釴
趙（1512年—1569年），字子舉，一字鼎卿，號柱野，别号八柱野人，直隸安慶府桐城縣人，民籍，明朝政治人物。

## 生平
嘉靖十九年（1540年）庚子科應天府鄉試第一名舉人。嘉靖二十三年（1544年）甲辰科進士。授刑部浙江司主事，因科道缺人，嘉靖二十七年（1548年）三月改禮科給事中。二十八年十二月轉工科右給事中，二十九年十二月升吏科左給事中，巡视京营，条列军政六事，下所司议行。丁父憂歸，服阕，三十六年正月补吏科都给事中。嘉靖三十七年（1558年）升南京太僕寺少卿，管理馬政，累遷南京鴻臚寺卿，三十九年十月升南京通政司右通政，四十年五月升太僕寺正卿，本年六月官至都察院右僉都御史，巡撫貴州，四十二年三月以考察調用南京。归乡后建祠堂五所，置义田一区。往来龙眠、浮渡、麒麟诸山，灌园桐陂，复自称瓠园丈人。隆庆三年卒，年五十八。

## 著作
有《古今原始》十五卷、《無聞堂稿》十七卷，《鷃林子》五卷、《九夷古事》等。

## 家族
曾祖趙信；祖父趙永芳；父趙弼，號一竹。母汪氏。具庆下。兄趙鋭（贡士）。
子男二：长子趙鴻賜，娶盛亚卿女；次子趙養成，娶林佥宪女；女儿一：适太学生方学惠。孙男一：趙士斌，娶齐宪长孙女。